# 楊官華

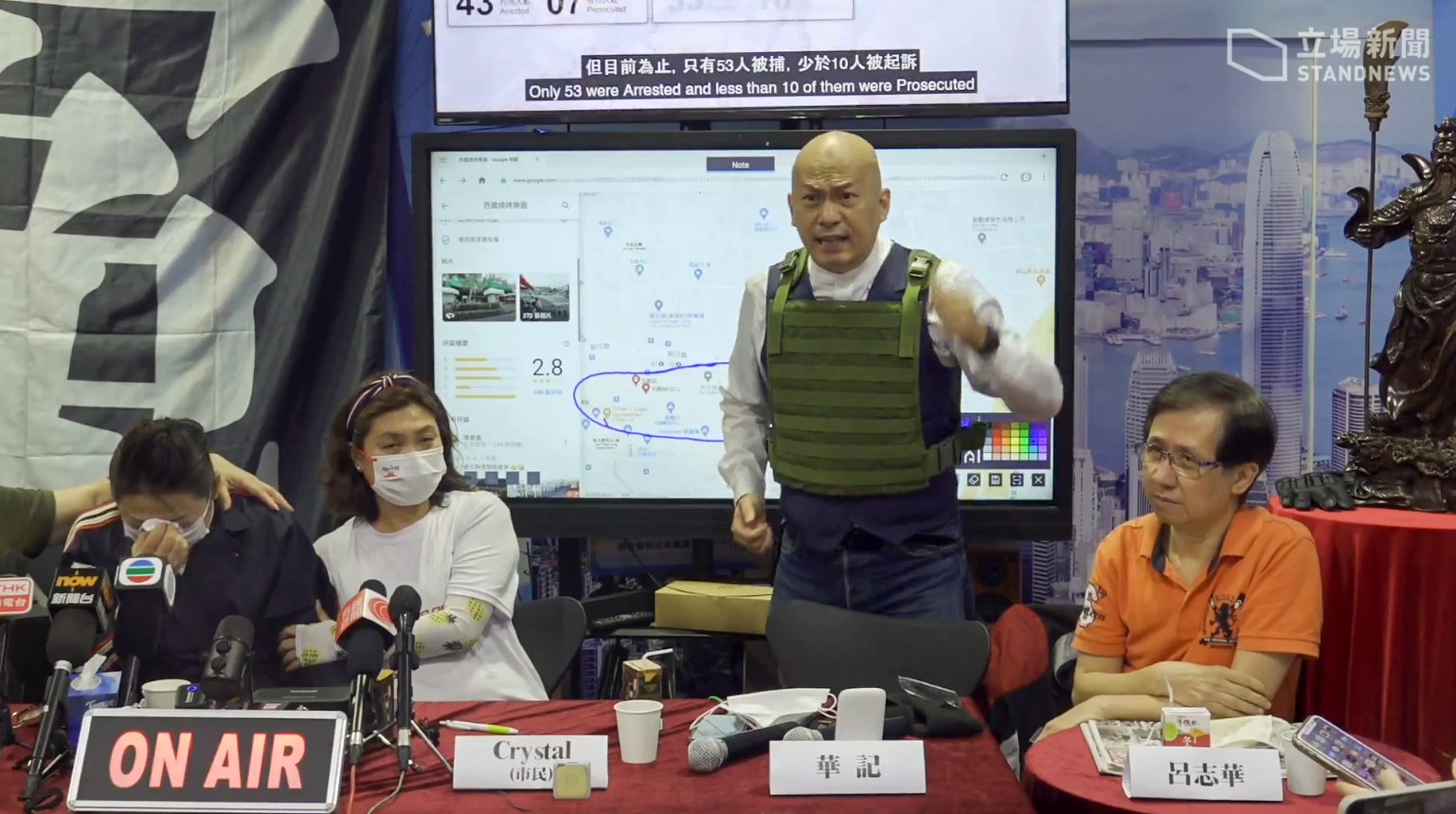
2021年7月22日，721事件白衣人暴動案裁決公佈後，楊官華出席記者會，並身穿戰術背心

楊官華（英語：Alex Yeung Kwun-wah，1972年8月10日—），香港商人，2003年創辦世紀21中華物業，並於日本經營多家港式茶餐廳，建制派人士，2019年起因多次發表批評反對逃犯條例修訂草案運動等政治言論，得到香港社會一定關注。

## 母親失蹤
2006年6月23日，楊官華母親練金在西貢花園寓所外出後失蹤，他多次刊登全版尋人啟事及懸紅百萬港元尋母仍不果。他推測母親可能是遭到匿藏在郊區的非法入境者劫殺，然後埋屍荒野。

## 爭議

### 於反對逃犯條例修訂草案運動期間散播假消息
於香港反對逃犯條例修訂草案運動期間，楊官華多次出席反對示威的集會和講座。他曾於社交網站發文指示威者到萬國殯儀館搗亂，以及警方於DHL速遞公司搜出美國資助香港示威者的數千萬元資金。警方及DHL速遞均否認此事。隨後楊官華在社群媒體上向DHL道歉，承認自己每日接收大量網絡訊息而無法確定真假，但仍未對指控有示威者到殯儀館滋事一事作出回應。

### 轉載台灣警察暴力執法假新聞
於2020年5月29日，楊官華的WKtv華記頻道Facebook專頁轉發李力持Facebook於同日分享的一張圖片，圖片顯示4名身穿台灣警察制服的男子，將一名身穿黑色上衣的男子按在地上，圖中配以「台灣黑警抬走台北車站香港難民」。及後台灣自由時報於同日澄清，表示該張圖片，為2018年9月台北捷運警察隊進行演練時的新聞照片，並非是網路上盛傳的「台版黑警」抬走難民等假訊息。傳真社其後向李力持及楊官華查詢，會否就不實內容刪帖，但對方未有回應。研究資訊戰的學者沈伯洋回應事件時直指「每天都要被這些東西煩死」，亦有台灣網民批評，台灣警察換制服已經一年多，批評中國人「散播偽造新聞也不做功課」。

### 在新加坡違法舉辦政治活動
2019年10月，楊官華因於新加坡舉辦活動談論香港反對逃犯條例修訂草案運動，觸犯當地「討論他國政治」及「政治集會必須申請」的法例，被當地警方扣起護照調查。其後他於社交媒體表示遭人設局陷害及誣告。
2019年11月20日，楊官華因舉行未經批准的公眾集會抵觸《公共秩序法》（Public Order Act），受到新加坡警察的警告處分並遣返香港。